# گوگل تی‌وی (سیستم عامل)
گوگل تی‌وی (به انگلیسی: Google TV) یک پلتفرم از شرکت گوگل است که مخصوص تلویزیون‌های هوشمند می‌باشد و توسط گوگل، اینتل، سونی و لاجیتک توسعه داده می‌شود. گوگل تی‌وی برای اولین بار در ۶ اکتبر ۲۰۱۰ در دستگاه‌های رسمی شرکت‌های سونی و لاجیتک منتشر شد.
در حال حاضر لاجیتک تولید محصولات گوگل تی‌وی خود را متوقف کرده‌است. شرکای جدیدی مانند ال‌جی، سامسونگ و ویزیو از این پلتفرم استفاده می‌کنند که برخی از آن‌ها از قابلیت سه بعدی پشتیبانی می‌کنند.